# Azië in de Tweede Wereldoorlog
De Tweede Wereldoorlog in Azië (ook  Pacifische Oorlog,  (en)  Pacific War genoemd) werd uitgevochten in Oost-Azië en de Grote Oceaan tussen het Japanse Keizerrijk en een coalitie van geallieerden, waarvan de belangrijkste de Verenigde Staten, China en (vanaf augustus 1945) de Sovjet-Unie waren.

## Aanloop naar de oorlog
Reeds jaren voordat de Tweede Wereldoorlog in Azië begon waren er al kenmerken van groeiende onrust:
- De Verenigde Staten en de Europese mogendheden (Groot-Brittannië, Frankrijk en Nederland) koloniseerden vele eilanden en landen in Azië, en verwierven zo heerschappij over een groot deel van de Aziatische bevolking.
- Japan begon steeds sterker te worden: door zijn meer westers ingestelde economische plannen ontwikkelden de Japanse industrie, evenals zijn leger, zich razendsnel.
- Er was groeiende onrust in China, waardoor Japan daar makkelijk veel invloed kon verwerven.

Japan was sinds zijn openstelling tot de wereld in de 19e eeuw een sterk geïndustrialiseerd land geworden, geregeerd door het leger en een keizer die als godheid werd beschouwd. Het land had echter te kampen met een belangrijk probleem: het had een groot bevolkingsoverschot en weinig ruwe grondstoffen voor zijn industrie. Daarom waren de Japanners zichzelf steeds meer gaan richten op het imperialisme, de verovering van nieuw grondgebied voor Japan in Azië.
Toch veranderde in de loop der jaren de instelling van de Japanners: eerst wilden ze alleen kleine uitbreidingen om hun grondgebied zo van overbevolking te redden, maar later wilden ze nog veel meer: een eigen rijk in Azië. Ze wilden de onderdrukkers (de koloniale mogendheden) verwijderen uit Azië en daar een eigen gezag voor in de plaats stellen, en ook wilden ze controle over China. De eerste stappen werden reeds in de 19de eeuw gezet toen het Japanse leger de eilanden ten zuiden van het eigenlijke vasteland bezetten, waaronder Okinawa. In de Eerste Chinees-Japanse Oorlog (1894-1895) werden Formosa (Taiwan) en Korea van China afgenomen en bij Japan geannexeerd, en in de Russisch-Japanse Oorlog (1904-1905) verloren de Russen hun marinebasis in Port Arthur aan de Japanners, die zo eigenlijk de controle kregen over de Gele Zee. In de Eerste Wereldoorlog veroverden de Japanners een groot deel van het Duitse koloniale rijk in Azië, waaronder de Marianen, Marshalleilanden en de Gilberteilanden. Bij de Vrede van Versailles kreeg Japan alle veroverde eilanden ten noorden van de evenaar.
In de periode na de Eerste Wereldoorlog probeerden de VS, Nederland, Frankrijk, Groot-Brittannië, Australië en Nieuw-Zeeland gezamenlijk de groeiende invloed en expansie van Japan tegen te gaan. Japan, dat in de jaren 1930 onder een steeds groter wordende invloed van ultra-nationalistische, expansionistische militairen kwam, oriënteerde zich hierdoor steeds meer op de asmogendheden.

### Tweede Chinees-Japanse Oorlog
Mantsjoerije was sinds de Eerste Chinees-Japanse oorlog een zelfstandige staat, los van China, en diende als bufferstaat tussen Japan en China. Op 18 september 1931 werd ten noorden van de stad Shenyang een spoorlijn opgeblazen die eigendom was van een onderdeel van de Japanse overheid. Japan gaf Chinese nationalisten de schuld, viel Mantsjoerije binnen en vestigde er in 1932 een Japanse vazalstaat, Mantsjoekwo. De ex-Chinese keizer Xuantong (Pu Yi) werd benoemd tot staatshoofd, hoewel hij weinig macht had; de Japanners maakten in feite de dienst uit.
In 1937 viel Japan vervolgens China zelf binnen. Japanse troepen bezetten de provincie Jehol ten zuiden van Mantsjoerije. China wilde niet wijken en nog meer grondgebied aan Japan afstaan, en Japan wilde alleen maar meer Chinees grondgebied veroveren. Jehol werd als administratieve eenheid bij Mantsjoekwo gevoegd, en weldra vielen Shanghai en Peking ook in Japanse handen. De Japanners veroverden een groot deel van het oosten van China. Na de inname van de Chinese hoofdstad Nanking volgde het Bloedbad van Nanking, waarbij honderdduizenden inwoners werden vermoord. Ook in andere gebieden in China werden er Japanse oorlogsmisdaden gepleegd, zoals gedwongen prostitutie georganiseerd door het leger, het gebruik van biologische en chemische wapens, experimenten op mensen, aanvallen op burgerbevolking en vele doden onder krijgsgevangenen door executies, mishandeling en slechte werkomstandigheden.
Door deze invasie stelde de VS samen met Nederlands-Indië een olieboycot in tegen Japan, dat in hun ogen een agressor was. Japan kwam hierdoor in een economisch moeilijke situatie terecht: zonder de olievoorraden die jaarlijks uit de VS en Nederlands-Indië kwamen zou Japan nog maar voor achttien maanden olie hebben, en als die voorbij waren zou Japan volledig lam worden gelegd. De Amerikanen stelden daarnaast ook een handelsboycot in op sloopijzer, staal en vliegtuigbrandstof. Deze beperkingen sneden Japan af van de grondstoffen die het nodig had. De Japanse keizer Hirohito wilde daarom de geallieerden via een machtig offensief uit de Grote Oceaan verdrijven en een groot Japans-Aziatisch rijk opzetten.
In 1938 brak een grensconflict uit om Mantsjoekwo tussen Japan en de Sovjet-Unie, met als belangrijkste veldslagen de Slag om het Chasanmeer (1938) en de slag bij Halhin Gol, die beiden werden gewonnen door de Sovjet-Unie. Dit conflict eindigde met een niet-aanvalsverdrag in 1941 en de weerwil van Japan om nog langer zijn oog op Siberië en de Oeral te richten, waardoor Jozef Stalin al zijn Siberische legers tegen de daaropvolgende Duitse invasie kon mobiliseren.

### Japanse invloedssfeer voor de oorlog
Japan had bij het uitbreken van de Tweede Wereldoorlog in 1939 reeds een groot gebied in handen, veel groter dan het tegenwoordige Japan. Het eigenlijke Japan omvatte toen:
- Japan zelf
- de Koerilen
- de zuidelijke helft van het eiland Sachalin
- Okinawa
- Iwo Jima
- Taiwan (Formosa)
- Korea.

Daarnaast waren er de mandaatgebieden die het na de Eerste Wereldoorlog had verkregen (het Zuid-Pacifisch Mandaatgebied):
- de Marshalleilanden.
- de Marianen (minus Guam, wat Amerikaans was)
- de Gilberteilanden
- Micronesië
- de Palau-eilanden

Ook waren er de bezette gebieden in China, zoals Mantsjoewko en Nanking, waar een Chinese vazalstaat gesticht werd met de naam Japans-China.
In Zuidoost-Azië was na de val van Frankrijk in Europa Frans Indo-China (de tegenwoordige staten Vietnam, Laos en Cambodja) aan Japan overgedragen, dat tegelijkertijd Thailand aan zijn zijde kreeg onder bezetting.
De Japanners wilden een groot Aziatisch rijk stichten. Dit zou de volgende gebieden omvatten die nog niet in Japanse handen waren:
- Nederlands-Indië
- De Britse koloniën op Borneo
- Malakka
- Birma
- Brits-Indië (het huidige India, Bangladesh en Pakistan)
- China
- Mongolië
- Al het gebied van de Sovjet-Unie ten oosten van het Bakumeer.
- Amerikaanse bezittingen in de Grote Oceaan: Filipijnen, Wake, Guam, Midway en Hawaï
- Australië
- Nieuw-Zeeland
- De Vrije Franse bezittingen

## Aanval op Pearl Harbor
Op 27 september 1940 tekende Japan het Driemogendhedenpact met de asmogendheden Duitsland en Italië. Hierin beloofden de landen elkaar militaire steun in het geval dat een van hen zou worden aangevallen.
Om de machtige marine van hun belangrijkste tegenstander, de Amerikanen, uit te schakelen, was het hoofddoel van de Japanners om de Amerikaanse marinebasis Pearl Harbor op Hawaï aan te vallen. Hier lag de gehele Amerikaanse vloot in de Grote Oceaan voor anker, dicht op elkaar en dus een ideaal doelwit.
Japan zond zes vliegdekschepen samen met twee vlooteskaders naar Pearl Harbor, via het noordwesten. Zonder officiële oorlogsverklaring volgde de verrassingsaanval op 7 december 1941. Hierbij werden meer dan 200 Amerikaanse vliegtuigen vernietigd, zeven van de acht slagschepen tot zinken gebracht of beschadigd en ruim 2400 Amerikanen gedood, tegenover een verlies van 29 vliegtuigen en 5 onderzeeërs aan Japanse zijde. Slechts twee slagschepen werden vernietigd, twee andere waren pas in 1944 terug in dienst maar de drie andere waren na enkele maanden weer actief.
Guam en Wake waren van groot strategisch en militair belang in de Grote Oceaan. Amerika had er een marine- en luchtmachtbasis, en kon hiermee een groot deel van de centrale Grote Oceaan bestrijken met bommenwerpers, een serieuze bedreiging voor vooruitgeschoven Japanse posities rond de Gilberteilanden en Marshalleilanden.
Guam werd aangevallen door overweldigende Japanse strijdkrachten, en moest al na twee dagen zijn verzet staken tegen de vijand die het overal omringde.
Wake wist de eerste zwakke Japanse landing te weerstaan en de vliegtuigen van Wake islands voerden nog enkele vluchten uit over de Marianen, maar daarna kwamen er zeven torpedoboten die een bombardement inzetten, waarna een sterker Japans smaldeel landde.
Dit keer moest Wake wel capituleren voor de machtiger vijand.

## Verovering van Hongkong
Eind november 1941 hadden zich 3000 Canadezen bij het Britse garnizoen van Hongkong gevoegd dat op dat moment ongeveer 12.000 man telde. Op dezelfde dag als Pearl Harbor werd de Britse kroonkolonie aan de Chinese kust aangevallen. De Britse marinehaven aldaar was een bedreiging voor de Japanse posities rond Formosa en in China. De Japanse bezetters van Kanton en Hainan had Hongkong aan de landzijde al eerder ingesloten. 
Gelijk met de aanval op Pearl Harbor vielen Japanse duikbommenwerpers Hongkong aan. Na dit verrassingsbombardement was de kolonie een gemakkelijke prooi voor het Japanse leger. De Japanse infanterie viel de citadel aan in de wijk Kowloon op het vasteland. Op 18 december moesten de Britten deze wijk prijsgeven. Enkele uren later trokken de Japanners het kanaal over en landen op Hongkong Island. Het Japanse bruggenhoofd werd snel uitgebreid terwijl de Britse linies geïnfiltreerd werden door een vijfde colonne. Op 25 december gaf het geallieerde garnizoen zich over aan de Japanners.

## Verovering van de Filipijnen, Malakka, Singapore en Birma
De Filipijnen, een Amerikaans territorium, werden in december 1941 aangevallen door de Japanners. De eilandengroep werd door een reeks amfibische aanvallen tot overgave gedwongen. Manilla werd tot open stad verklaard, en zonder enige tegenstand trokken Japanse legereenheden de Filipijnse hoofdstad binnen. 80.000 Amerikaanse troepen wisten zich terug te trekken op het sterke fort Bataan en hielden stand. De Amerikaanse bevelhebber Douglas MacArthur werd op 11 maart 1942 geëvacueerd naar Darwin in Australië. Kort daarna, op 8 mei, gaf de nieuwe bevelhebber Generaal Jonathan Wainwright zich over aan de Japanners: 130.000 geallieerde troepen werden krijgsgevangenen gemaakt en de Filipijnen werden een deel van het Japanse keizerrijk.
In de Britse koloniën Malakka en Singapore was de Britse verdediging grotendeels op een aanval via zee gebaseerd. Op 8 december 1941 landden de Japanners op de oostkust van het schiereiland Malakka (Britse kolonie, nu onderdeel van Maleisië) De Japanners landden zo dicht mogelijk bij het belangrijke vliegveld Kota Bharu. Een Japanse gepantserde divisie trok snel naar het westen op in de hoop de Britse 11de divisie af te snijden. Deze wist echter tijdig terug te trekken, de haven Penang onbeschermd achterlatend.
Na de Japanse verovering van Penang werd de opmars richting Singapore begonnen. De stad werd door Churchill "de sterkste marinehaven van het oosten" genoemd en geen Brit verwachtte dat de haven zou vallen door de Japanners. De verdediging van Singapore was vooral gericht tegen een landing vanuit zee, niet tegen een aanval via Malakka, en dat was nu precies wat de Japanners deden: Tijdens hun opmars raakten ze door amfibische transporten steeds achter de Britse linies, waardoor deze zich terug moesten trekken. Vanuit Kota Bharu trok tegelijkertijd een tweede Japanse eenheid richting het zuiden op langs de landinwaarts gelegen spoorweg. Op 29 december 1941 kwamen de Japanners rond Johoro bijeen vanuit drie verschillende richtingen.
Eerder, op 10 december 1941, waren de moderne Britse slagschepen HMS Repulse en HMS Prince of Wales al door Japanse toestellen tot zinken gebracht, wat de zeeverdediging van Singapore tegen een landing sterk deed afnemen.
In Singapore dacht men dat de stad goed verdedigd was en nooit zou worden aangevallen. De stad beschikte over een verdedigingsmacht van 85.000 man en een luchtmacht van 141 verouderde toestellen. Toch werd op 8 december 1941 een Japanse luchtaanval op Singapore uitgevoerd. Singapore bood meer dan twee weken weerstand toen de Japanners de straat Jehore overstaken, maar op 15 februari 1942 capituleerde Singapore voor de Japanners, een zware nederlaag voor de Britten.
In januari 1942 vielen de Japanners de Britse kolonie Birma (Myanmar) binnen. Rangoon viel in maart. Met versterkingen van geallieerde Thaise troepen en Japanse troepen die beschikbaar kwamen na de inname van Singapore konden de Japanners vervolgens binnen enkele maanden het grootste deel van Birma innemen. Een chaotische terugtrekking van Britse en Chinese verdedigers naar India en China volgde. De Japanners begonnen in 1943 met de bouw van een spoorweg van Bangkok naar Rangoon om troepen aan te kunnen voeren voor een invasie van India. Deze Dodenspoorlijn was de inspiratie voor de film The Bridge on the River Kwai.

## Verovering van Nederlands-Indië
Nederlands-Indië (Indonesië) was rijk aan olie en nam daarom voor Japan een vitale plaats in tijdens de Tweede Wereldoorlog. Reeds eerder was via politiek overleg geprobeerd Indië in de Japanse invloedssfeer te krijgen, maar de Verenigde Staten waren daar fel op tegen en dreigden met allerlei sancties.

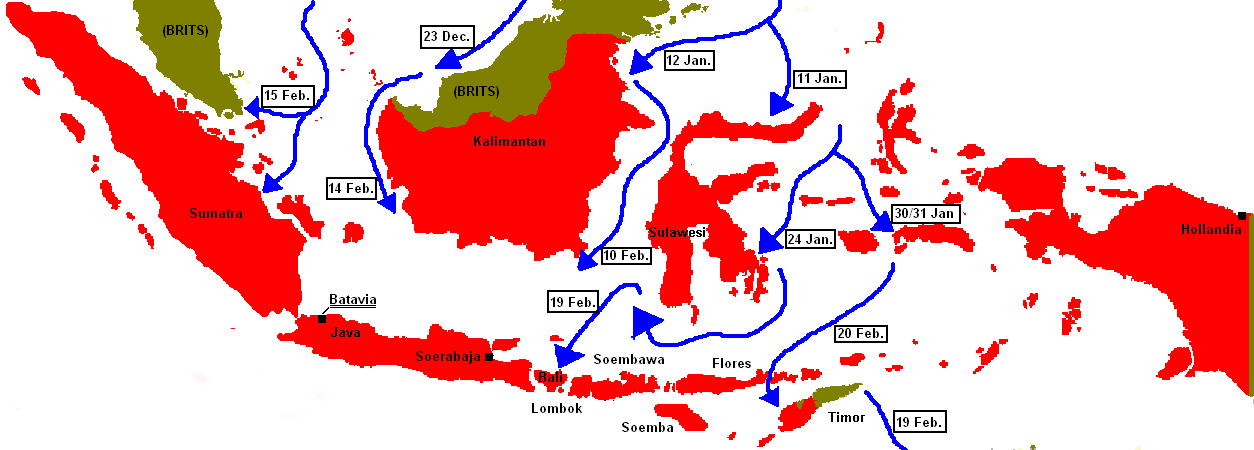
Kaart van de Japanse aanval op Nederlands-Indië

Nederlands-Indië was door de Duitse inval in Nederland en de geringe bewegingsruimte van de regering in Londen niet in de beste staat van verdediging. Daarbij kwam nog dat grote delen van de marine en luchtmacht onder Brits of Australisch gezag stonden bij onder andere Singapore, omdat die plekken van groter strategisch belang werden geacht dan Nederlands-Indië. In totaal bestond de verdediging van Indonesië (Indië) uit 30000 man van het Koninklijk Nederlandsch-Indisch Leger (KNIL), inheemse politiesoldaten van de Landstorm, 79 bommenwerpers (en later tien Australische) en de Koninklijke Marine, waaronder de lichte kruiser Tromp.
De Japanse aanvallen op Nederlands-Indië begonnen op 10 januari 1942 toen Japanse troepen landingen uitvoerden rond Tarakan op Borneo.
De Japanners landden op de oostkust van het eiland, dat slechts zwak door de Nederlandse troepen was bezet. Toch kregen de Japanners hun prijs niet in handen: de Nederlanders lieten de olie van Tarakan, die op geringe diepte bruikbaar gewonnen werd, doelbewust in vlammen opgaan.
Tegelijkertijd voerden Japanners landingen uit op Celebes, bij het plaatsje Manado, dat belangrijk was vanwege zijn beschutte baai en basis voor watervliegtuigen.
Op 11 januari 1942 voerden de Japanners hier hun grootste landing uit en veroverden Manado.
In de dagen die volgden lanceerden de Japanners aanvallen op de plekken in Nederlands-Indië waar olie gewonnen werd of die van strategisch belang waren zoals Balikpapan en Pemangkat (Borneo) en Kendari (Celebes).
Op 29 januari werd een gezamenlijke Australisch/Nederlandse strijdmacht op Ambon verslagen en zo kwam Australië binnen het bereik van de Japanse vliegtuigen.
Er werd hevige strijd geleverd rond de stad Palembang in het zuiden van Sumatra, waar zich niet alleen olie maar ook twee raffinaderijen bevonden.
Nederlands-Timor werd samen met Portugees-Timor, in handen van Australische troepen, aangevallen op 12 december 1942.
De zwakke verdediging kon niet op tegen de superieur bewapende Japanners en Timor capituleerde. Een poging om een Japanse landing op Java te verhinderen faalde en op 28 februari 1942 landden Japanse troepen bij Eretan Wetan, zenuwcentrum van Nederlands-Indië. De strijd duurde meer dan een week, en door het besluit van de Nederlanders alleen het strategisch en economisch belangrijkere West-Java te verdedigen werd de Japanse opmars sterk vertraagd. Toch kon het aangeslagen KNIL niet verhinderen dat ook Java in handen van de veroveraars viel.
De Japanners landden ook op Nederlands-Nieuw-Guinea bij Hollandia en begonnen naar het Australische deel op te trekken. Op 23 januari 1942 bezetten de Japanners zonder op veel weerstand te stuiten de haven Rabaul. Deze haven was een van de beste natuurlijke havens ter wereld en de sleutel tot het beheersen van de Bismarck-archipel. Deze werd dan ook snel veroverd op de gedemoraliseerde geallieerde troepen. Op Nieuw-Guinea zelf werd de strijd hoe langer hoe zwaarder: de Japanners stuitten voor het eerst in hun veroveringsoorlog op zwaar verzet. Op 8 maart wisten de Japanners met weinig moeite de steden Lae en Salamaua te bezetten, waarmee ze heel het noorden van Nieuw-Guinea in handen hadden. Een bevoorradingsroute, het Kokodapad, een bergpas door het oerwoud over het Owen Stanley-gebergte, was de enige levensader van de geallieerden. Tegelijkertijd landde een Japans korps op de Salomonseilanden ten oosten van Nieuw-Guinea, en de daar aanwezige Britse troepen moesten capituleren. Dit was het einde van de Japanse expansie: ze wisten het zuiden van Nederlands-Nieuw-Guinea en de verdedigde eilanden tussen de Salomonseilanden en Nieuw-Guinea niet te veroveren.

## Keerpunt van de oorlog

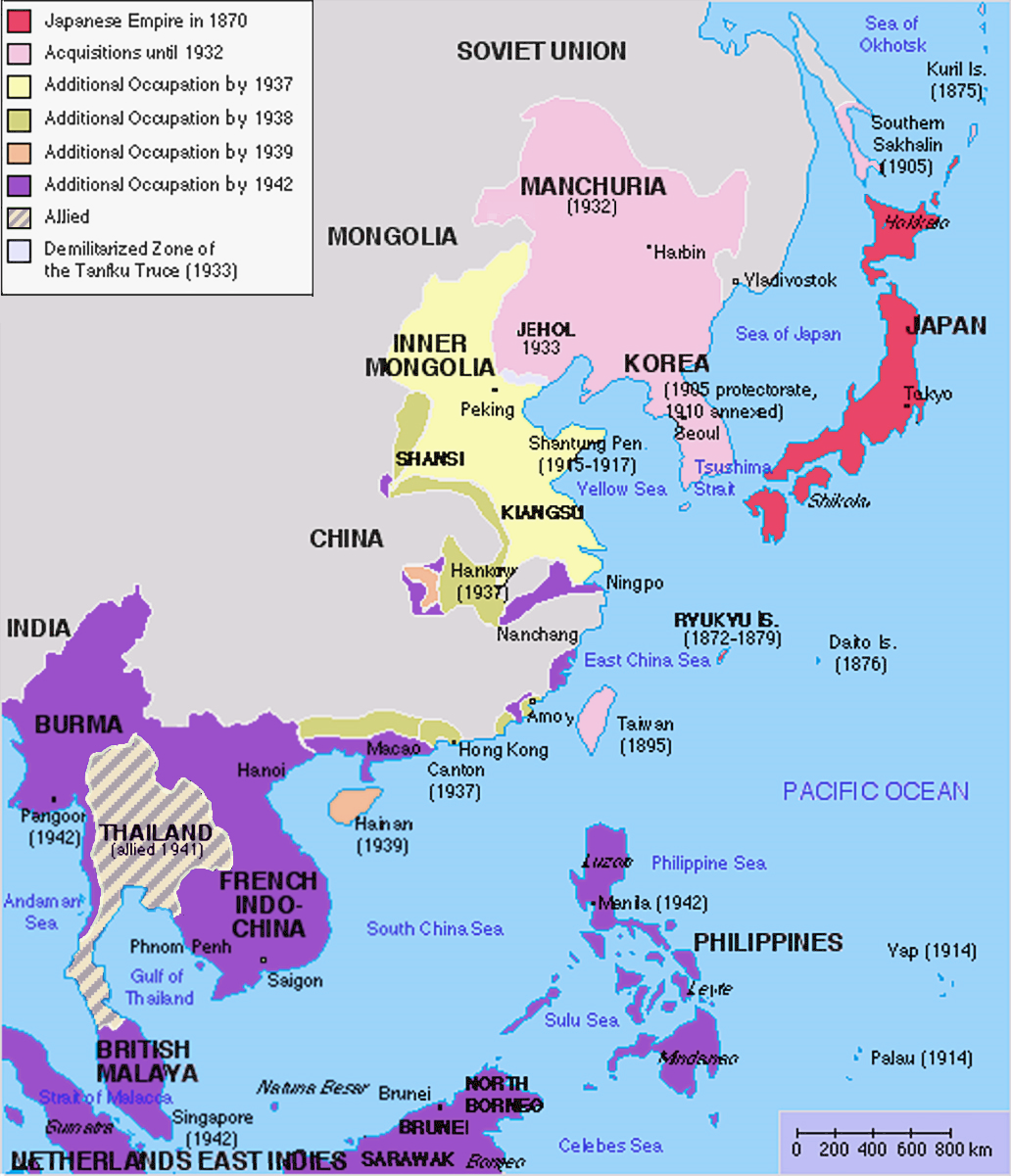
Grootste omvang van het Japanse rijk in 1942

In reactie op de voortdurende tegenslagen voerden de Amerikanen de Doolittle raid uit, een aanval op Tokio. Deze aanval veroorzaakte geen beduidende schade maar was wel een lichtpuntje die het moreel van de geallieerden na de vele verliezen een beetje kon oppeppen.
Na de geslaagde aanval op Pearl Harbor wilde Japan een steunpunt in de centrale Grote Oceaan. Een invasie van Hawaï was ondanks het succes van 7 december 1941 vooralsnog uitgesloten. Midway, bijna halverwege de lijn Tokio-Hawaï, was een prima alternatief. Begin juni 1942 voer een enorme Japanse vloot uit om de kleine eilandengroep met zijn grote strategische waarde te veroveren. Tegelijkertijd voer een vloot uit naar de Aleoeten om deze te veroveren. De Amerikanen hadden echter de geheime code van de Japanners gekraakt en stonden klaar met jagers en bommenwerpers vanaf het vliegveld op Midway en de drie vliegdekschepen Enterprise, Hornet en Yorktown.
Op 5 juni 1942 vond de Slag bij Midway plaats. De Amerikanen verrasten de Japanners volledig. De Amerikaanse admiraal Nimitz had desondanks een behoorlijke dosis geluk nodig om de Japanse aanval af te slaan. Nadat de Japanse vliegdekschepen Midway gebombardeerd hadden, werden ze aangevallen terwijl hun dekken vol stonden met volgetankte vliegtuigen en bommen. Drie van de vier vliegkampschepen werden in de eerste aanval uitgeschakeld en later op de dag schakelden de Amerikanen ook het laatste vliegdekschip uit. De Japanners bliezen vervolgens de invasie van Midway af.
De Amerikaanse overwinning bij Midway was de eerste keer dat de geallieerden erin slaagden Japan te stoppen. Midway betekende dan ook het keerpunt van de oorlog in de Grote Oceaan. De Japanners wisten tussentijds een aantal eilanden van de Aleoeten te annexeren, maar deze werden daarop geleidelijk aan terugveroverd na de Japanse foutieve terugtrekking in de Slag om de Komandorski-eilanden.
De Japanners lieten het er niet bij zitten en lanceerden een aanval op de Salomonseilanden, een reeks eilanden ten noordoosten van Australië. Doordat de Amerikanen de Japanse codes voor radioverkeer kenden, wisten ze van de invasie, en zonden ze er een grote vloot naartoe om de aanval af te slaan. In de Koraalzee botsten de twee vloten in mei 1942 waarbij de Japanners verslagen werden.
De Amerikanen kozen het eiland Guadalcanal in de Salomonseilanden om de Japanners van de Salomonseilanden te verdrijven. Na zes maanden vechten werden de Japanners in februari 1943 eindelijk van Guadalcanal verdreven, het eerste succes voor de Amerikanen op land.

## Tegenoffensief van de geallieerden
Nu hadden de geallieerden het voordeel dat zij konden kiezen waar de volgende aanval zou zijn, maar er was een tweestrijd in het kamp van de geallieerden. De VS wilden een directe aanval op Micronesië om zo door te stoten naar Japan zelf. Na de verovering van Micronesië wilden ze verder optrekken naar de Marianen, daarna Okinawa en dan via een armada van schepen en vliegtuigen naar Japan zelf. De andere geallieerden wilden eerst de dreiging voor hun eigen grenzen weg hebben door Zuidoost-Azië eerst te bevrijden van de Japanners. Er werd besloten allebei de strategieën ten uitvoer te brengen: de Britten begonnen de herovering van Birma, de Chinezen trokken Japans-China binnen, en de Amerikanen trokken op naar Micronesië.
De weerstand van de Japanners was zeer sterk, en ze vochten om elke meter terrein.
Micronesië werd veroverd, en vervolgens ook Birma en delen van Oost-China.
De geallieerden kwamen steeds dichter bij Japan, en de weerstand van de Japanners was steeds geringer, de vloot en de luchtmacht leden zware verliezen en de Japanse piloten stelden hun kamikazetactiek in, waarbij ze hun vliegtuigen recht op de geallieerde schepen stortten.
Toen Guam in augustus 1944 eindelijk was heroverd konden zware B-29-bommenwerpers vanaf het eiland Japan aanvallen, en een lange reeks bomaanvallen op de Japanse steden begon, die de complete infrastructuur van het land vernietigde, hoewel het het moreel van de Japanners niet brak zoals verwacht.
In februari 1945 landden de Amerikanen op Iwo Jima met het doel de twee vliegvelden op het eiland in te nemen. Na hevige gevechten werd Iwo Jima een maand later ingenomen. In april landden de Amerikanen op het eiland Okinawa, direct ten zuiden van de Japanse hoofdeilanden. Een verschrikkelijke strijd volgde, waarbij door de Japanners alles op alles werd gezet om het eiland te behouden, waarbij kamikaze ook op grote schaal werd ingezet. Na verbeten gevechten gaven de laatste Japanners zich over op 23 juni.

## Einde van de oorlog
Met de ondergang van nazi-Duitsland in mei 1945 wilden de Amerikanen de oorlog in Azië zo snel mogelijk beëindigen. Met de Sovjet-Unie was afgesproken dat deze het niet-aanvalsverdrag met Japan zou opzeggen en na 3 maanden (dus 8 augustus 1945) de oorlog zou verklaren.
Ondanks hevige bombardementen van de Japanse steden weigerde Japan zich over te geven. Om Japan tot overgave te dwingen, zonder enorme verliezen aan eigen zijde door een invasie van Japan, besloten de Amerikanen een nieuw wapen in te zetten: de atoombom. Op 6 augustus viel de eerste atoombom, bijgenaamd Little Boy, op Hiroshima. Enkele dagen later, 9 augustus, volgde de bom Fat Man, die op Nagasaki viel. Een dag voor de atoomaanval op Nagasaki had de Sovjet-Unie Japan de oorlog verklaard. Op 9 augustus startte de Sovjet-Unie met Operatie Augustusstorm: 1,5 miljoen man trok daarbij Mantsjoerije (Mantsjoekwo), Binnen-Mongolië (Mengjiang), Zuid-Sachalin (Karafuto), Noord-Korea en op 18 augustus de Koerilen binnen. De verraste Japanners boden weinig weerstand en ruim een miljoen man, waaronder 180 generaals, werden krijgsgevangen gemaakt. Russische parachutisten wisten eveneens de marionettenkeizer van Mantsjoerije, Pu Yi, te arresteren.
Op 14 augustus om 23.00 uur liet Japan de geallieerden per telegram weten dat het de voorwaarden accepteerde van de Potsdamdeclaratie en die in de brief van de Amerikaanse minister van Buitenlandse Zaken James F. Byrnes van 11 augustus. Daarmee had Japan zich overgegeven. Een dag later om 12.00 uur 's middags werd het nieuws van de overgave in Japan door de keizer via de radio bekendgemaakt, maar de Sovjets zetten hun opmars voort tot 1 september en veroverden de Koerilen. Op 2 september ondertekende Japan de Akte van Overgave op het slagschip Missouri. Hiermee werd de Tweede Wereldoorlog beëindigd.
Bij de gesloten vrede stond Japan verschillende Japanse gebieden af:
- zijn mandaat over de voorheen Duitse eilanden in de Stille Oceaan (onafhankelijk)
- de zuidelijke helft van het eiland Sachalin (naar de Sovjet-Unie)
- de Koerilen (naar de Sovjet-Unie)
- de Zuid-Mantsjoerijespoorweg (China)
- Taiwan (China)

## Nasleep
Na het einde van de Tweede Wereldoorlog volgde een schokgolf van veranderingen in Oost-Azië die door de oorlog teweeg waren gebracht.
In China brak kort na de Tweede Wereldoorlog een burgeroorlog uit tussen de nationalistische regering van Chiang Kai-shek en de communisten van Mao Tsetung. In 1949 wonnen de communisten en werd de Volksrepubliek China gesticht. De nationalisten vluchtten naar Formosa, waar ze de Republiek China voortzetten, nu beter bekend als Taiwan.
In Nederlands-Indië leidde de Japanse bezetting tot het ontstaan van een onafhankelijkheidsbeweging en op 17 augustus 1945 verklaarde de Nederlandse kolonie zich onafhankelijk als de republiek Indonesië, met Soekarno als eerste president. Een jarenlange guerrillastrijd volgde, door Nederland beantwoord met de zogenoemde politionele acties, tot Nederland onder Amerikaanse druk op 27 december 1949 de onafhankelijkheid van Indonesië erkende.
Korea werd na de Tweede Wereldoorlog verdeeld in een noordelijk, communistisch deel, gesteund door de Sovjet-Unie, en een zuidelijk deel, gesteund door de Verenigde Staten. In 1950 viel Noord-Korea het zuidelijk deel, Zuid-Korea, binnen. Een troepenmacht van de Verenigde Naties verdedigde Zuid-Korea, waarop de nieuwe Volksrepubliek China intervenieerde aan Noord-Koreaanse kant. In 1953 werd een wapenstilstand tussen Noord- en Zuid-Korea gesloten, die tot de dag van vandaag is blijven voortbestaan.
Ook in de Franse kolonie Vietnam grepen nationalisten hun kans. Al snel na het einde van de Tweede Wereldoorlog brak een guerrillaoorlog uit tussen de Fransen en de nationalisten, het begin van de Vietnamoorlog. In 1949 moesten de Fransen de onafhankelijkheid van Vietnam erkennen. Het conflict met de communistische Vietminh van Hồ Chí Minh duurde echter voort en in 1950 verklaarde Ho Chi Minh Noord-Vietnam onafhankelijk. In 1957 brak een oorlog uit tussen Noord-Vietnam en het door de Verenigde Staten gesteunde Zuid-Vietnam, een oorlog waarbij de Amerikanen steeds verder betrokken raakten.